# Victor Newman
Victor Christian Newman (născut Christian Miller) este un personaj fictiv din serialul Tânăr și neliniștit de la CBS, interpretat de actorul Eric Braeden începând din 1980.
El este proprietarul firmei Newman Enterprises aflată în permanentă luptă cu Jabot Cosmetics,firmă recent preluată de Chancellor Industries.
Victor Newman a avut patru copii și cinci nepoți.

## Copii
- Victoria Newman (Amelia Heinle) este cel mai mare copil al său cu Nicole "Nikki" Reed. Victoria a fost căsătorită de patru ori și are un fiu :Reed Hellstrom.
- Nicholas "Nick" Newman (Joshua Morrow) este al doilea copil conceput de asemenea cu Nikki. Nick a fost căsătorit de două ori și a avut trei copii: o fată adoptată Cassidy "Cassie" Newman (Camryn Grimes), acum decedată; un fiu, Noah Newman (Robert Adamson); și Summer Newman (Hunter King), o altă fată.
- Victor Adam Newman, Jr. născut  Victor Adam Wilson fiul lui Victor și a lui Hope, una din fostele soții ale lui Newman.
- Abby Newman născută după divorțul cu Ashley Abbott prin inseminare artificială.

## Căsătorii
Victor Newman a fost căsătorit de mai multe ori și a avut numeroase aventuri.
- Julia Newman Martin (divorțați, 1977-1981)
- Nicole "Nikki" Reed Newman  (divorțați: 1984-1988, mariaj invalid: 1998-1999, divorțați: 2002-2008, logodiți: 2010, căsătoriți: 2013-prezent)
- Sabrina Costelana Newman (văduv, decedată în anul căsătoriei - 2008)
- Ashley Abbott (divorțați, 1990-1993 și 2009-2010)
- Hope Adams Wilson (divorțați, 1994-1995)
- Diane Jenkins (prima dată: divorțați, 1997-1999, a doua oară: mariaj anulat, 2010-2011)